# Francisco Portillo Soler
Francisco Portillo Soler (Màlaga, 13 de juny de 1990) és un futbolista professional andalús que juga com a migcampista atacant pel Reial Oviedo.

## Carrera futbolística
Portillo es va formar al planter del Màlaga CF, i va aparèixer amb el primer equip per primer cop la pretemporada 2009 i fou escollit millor jugador del partit a la Peace Cup 2009, en un partit guanyat per 1-0 contra l'Aston Villa FC el 25 de juliol.
Va debutar a La Liga el 24 de gener de 2010, entrant com a suplent de Patrick Mtiliga en una derrota per 0–2 contra el Reial Madrid CF al minut 74 del partit. El 10 d'agost va renovar contracte amb el club fins al juny de 2013.
Després que l'estiu de 2011 el club fitxés Joaquín, Portillo va caure de les convocatòries en la majoria de partits. La seva primera aparició en lliga en la temporada no va arribar fins al 9 d'abril de 2012, en què va jugar els darrers vuit minuts en una victòria per 3−0 a casa contra el Racing de Santander.
El 15 de setembre de 2012, Portillo va marcar el seu primer gol com a professional, amb una bonica voleia en una victòria a casa per 3−1 contra el Llevant UE. Va jugar 38 partits la temporada 2012-13, inclosos vuit en la primera participació en la història del club a la Lliga de Campions de la UEFA.
El 15 de gener de 2015, Portillo fou cedit al Reial Betis de segona divisió fins al juny, amb una clàusula de compra obligatòria si l'equip ascendia. Després de contribuir en 21 partits durant la temporada, va signar amb el club un contracte per tres temporades
El 31 d'agost de 2016, Portillo fou cedit al Getafe CF, de segona divisió, per un any. Després d'assolir la promoció, el club el va fitxar definitivament el 3 de juliol de 2017.
El 22 de juliol de 2021, com a agent lliure, Portillo va signar contracte per dos anys amb la UD Almería de segona divisió. Utilitzat habitualment durant la seva estada a l'equip (i assolint l'ascens a la seva primera temporada a segona divisió), va deixar el club el 14 de juny de 2023 perquè el seu contracte va finalitzar.
El 20 de setembre de 2023, Portillo va fitxar pel CD Leganés de segona divisió, amb un contracte d'un any.